# Беккерелит
 Беккерелит — урановый минерал, представляющий собой гидратированную форму оксида урана — гидроксоуранат кальция с химической формулой Ca(UO2)6O4(OH)6·8(H2O) и структурной формулой Ca[(UO2)6|O4|(OH)6]·8H2O. Это вторичный минерал, который содержит кальций и имеет ярко-жёлтый цвет. Имеет твёрдость по шкале Мооса около 2. В основном образует прозрачные кристаллы пластинчатой, призматической и псевдогексагональной формы, а также гранулированные агрегаты и корки от коричнево-жёлтого, янтарно-жёлтого до лимонно-жёлтого и жёлто-оранжевого с жёлтой полосой цвета. На поверхности кристаллов обычно выделяются кристаллиты, похожие на капли.
Назван в честь Антуана Анри Беккереля (1852—1908), в 1896 году открывшего явление радиоактивности. Беккерелит содержит около 70 масс.% урана.
В основном он добывается в Казоло в современной Демократической Республике Конго (бывший Заир).

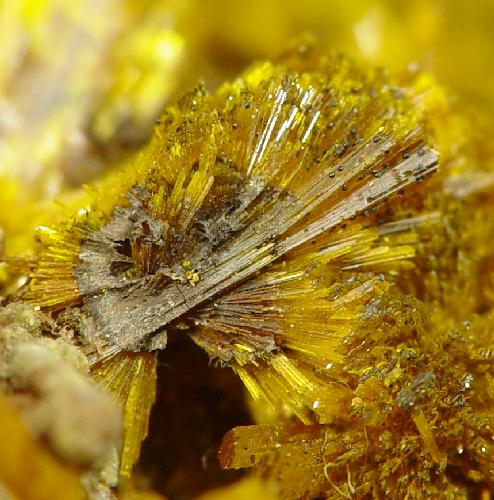
Игольчатый беккерелит из шахты Шинколобве, Катанга, Демократическая Республика Конго (длина кристаллов: 5 мм)

## Этимология и история
Впервые беккерелит был обнаружен в шахте Шинколобве в провинции Катанга Демократической Республики Конго и описан в 1922 году Альфредом Скупом (1881—1966), который назвал минерал в честь открывшего радиоактивность Антуана Анри Беккереля.

## Классификация
В 8-м издании минеральной системы Штрунца беккерелит принадлежит к разделу «уранилгидроксиды и гидраты» минерального класса «оксиды и гидроксиды», образуя группу вместе с биллиетитом, компреингацитом, мазуитом и протаситом.
9-е издание минеральной системы Штрунца, которая действует с 2001 года и используется Международной минералогической ассоциацией (ММА), также классифицирует беккерелит по разделу «уранилгидроксиды» класса «оксиды и гидроксиды». Однако далее этот раздел включает в себя подразделы в соответствии с наличием других катионов и кристаллической структуры. Беккерелит в соответствии с его составом и структурой располагается в подразделе «с дополнительными катионами (K, Ca, Ba, Pb и т. д.)», преимущественно с пятиугольными многогранниками UO2(O,OH)5", где «группа беккерелита» 4.GB.10 включает и других членов — биллиетит и протасит.
Система минералов по Дана классифицирует беккерелит по общему классу «оксиды и гидроксиды» в разделе «уран- и торий-содержащие оксиды». Здесь его можно найти в группе беккерелита 05.07.01 в подразделе «уран- и торий-содержащие оксиды с гидратированными щелочными или гидроксидными компонентами» вместе с биллиетитом и компреньяситом
</references>

## Кристаллическая структура
Беккерелит кристаллизуется в орторомбической сингонии в пространственной группе Pn21a (№ 33) с параметрами решетки a = 13.84 Å; b = 12.38 Å и с  = 14.92 Å и 4 формульными единицами на элементарную ячейку.

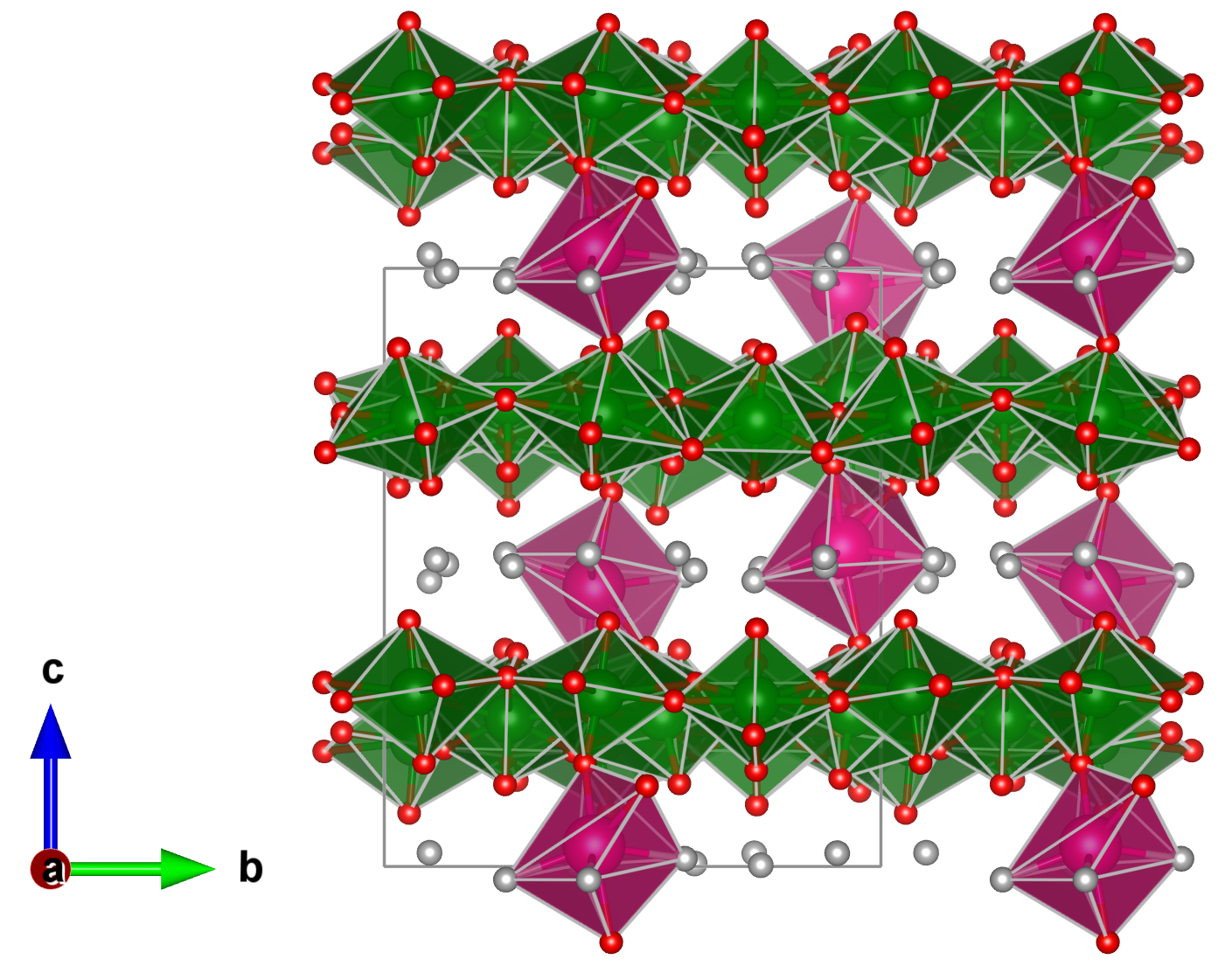
Упаковка беккерелита в направлении кристаллографической оси a (__ U __ O __ Ca __ молекулы воды)
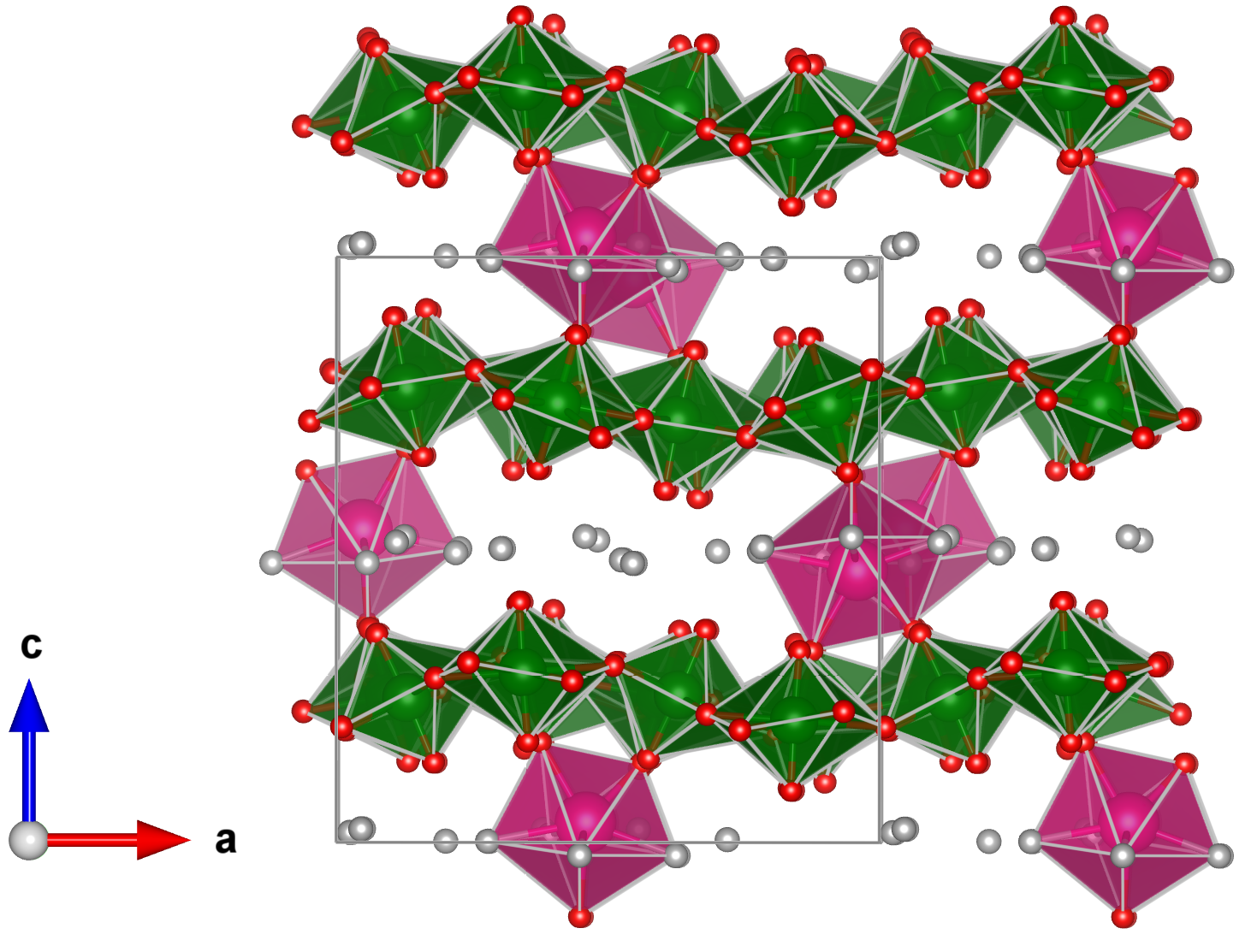
Упаковка беккерелита в направлении кристаллографической оси b (__ U __ O __ Ca __ молекулы воды)
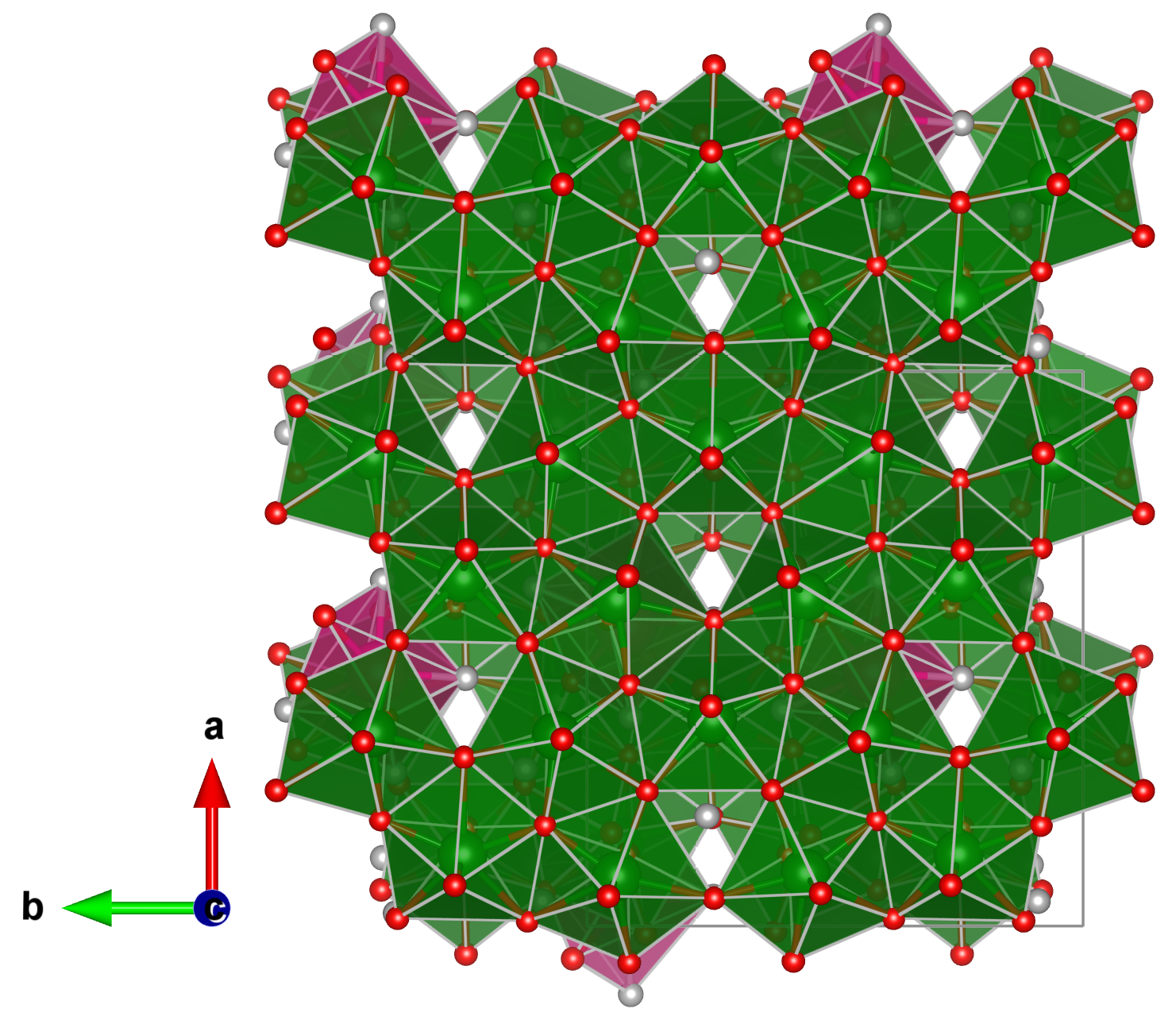
Упаковка беккерелита в направлении кристаллографической оси c (__ U __ O __ Ca __ молекулы воды)
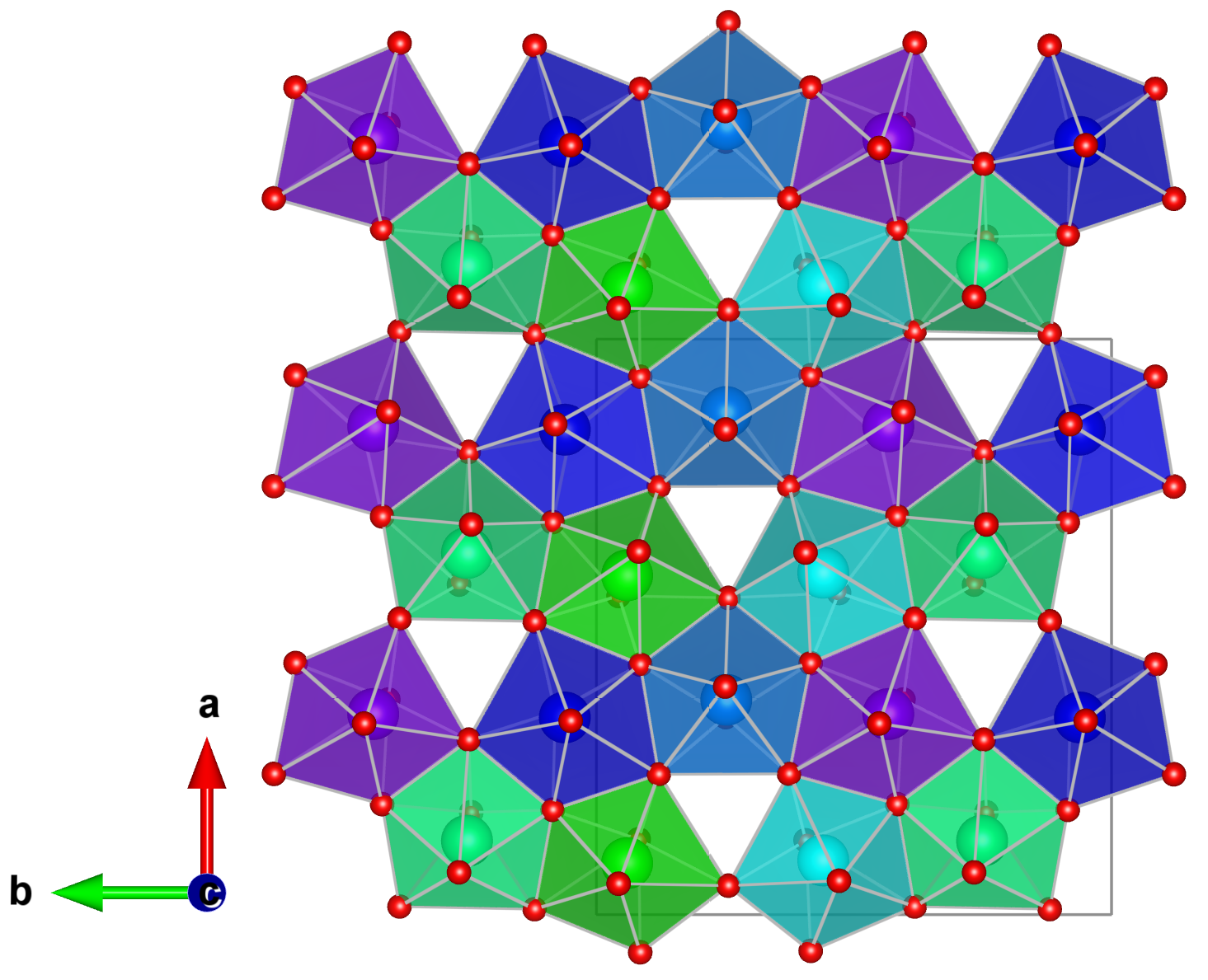
Изображение пакета шести кристаллографически различных уранильных звеньев беккерелита в направлении кристаллографической оси c

Кристаллическая структура беккерелита состоит из слоев связанных ребрами пятиугольных бипирамидальных уранильных звеньев, соединенных между собой ионами Ca2+, которые дополнительно координированы четырьмя молекулами кристаллической воды. Четыре другие молекулы воды удерживаются в структуре только водородными связями. ОН-группы связывают атомы урана экваториально в слоях; их атомы водорода также координируются свободными кристаллическими молекулами воды через водородные связи.

## Свойства

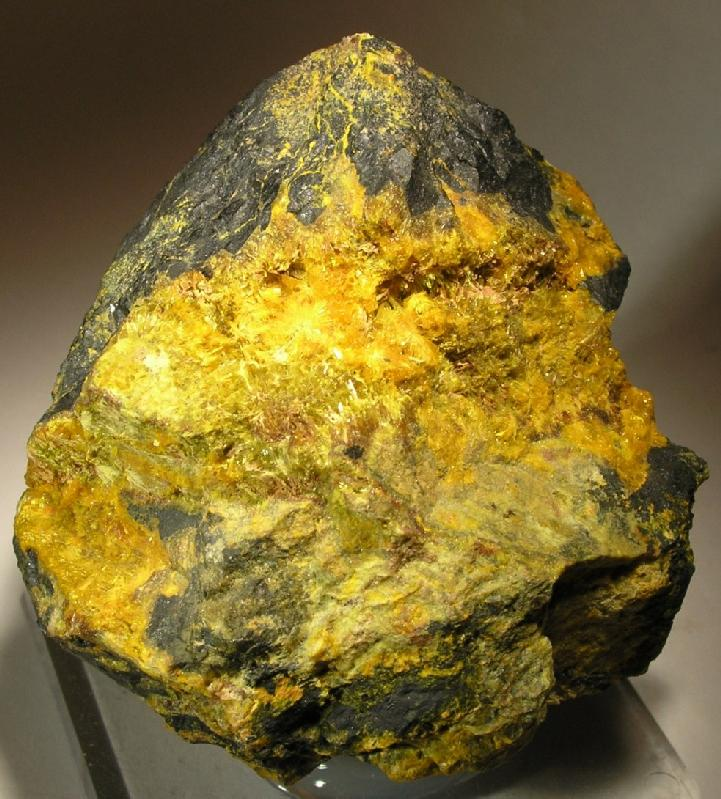
Беккерелит-уранинит из шахты Шинколобве, Катанга, Демократическая Республика Конго. Богатый и красочный экземпляр с огромным количеством включений крайне редких кристаллов беккерелита. Из коллекции Билла Смита (6.2х5.3х4 см)

Минерал радиоактивен из-за высокого содержания урана (до 72 масс. %) с удельной активностью до 129.7 кКи/г (для сравнения: природный калий 0.0312 кКи/г). Указанное значение может значительно варьироваться в зависимости от содержания минерала в породе и его состава, а также возможно селективное обогащение или обеднение продуктами радиоактивного распада, что может влиять на активность.

## Известные месторождения и сопутствующие минералы

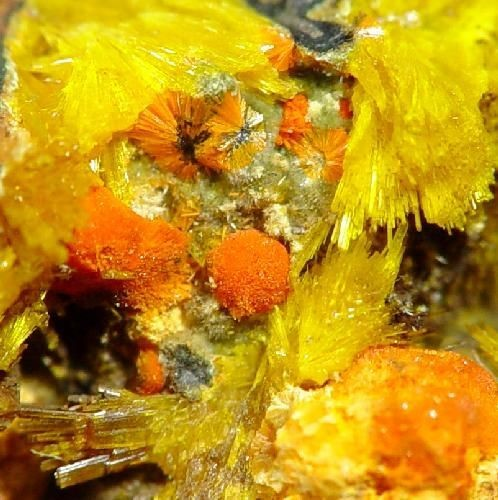
Беккерелит (жёлтые кристаллы), мазуит (красные сферические агрегаты) и формариерит (тёмно-красные или коричневатые агрегаты под беккерелитом) из шахты Шинколобве, Катанга, Демократическая Республика Конго

Беккерелит образуется вторично как продукт выветривания уранинита в окисленных частях урановых месторождений, но изредка также в пегматитах. Помимо уранинита, сопутствующие минералы включают скупит, соддиит, кюрит, фурмарьерит, девиндтит, иантинит, вольсендорфит, резерфордин, масюйит, казолит, иоганнит, уранопилит и циппеит.
Питер Бернс и др. нашли беккерелит в продуктах переработки отработанного ядерного топлива. Они также смогли показать, что синтетические кристаллы беккерелита, которые структурно идентичны природному беккерелиту, могут замещать ионы кальция на ионы стронция, нагревая кристаллы в растворе SrCl2 при 160 °С в течение 50 часов. Структура остается прежней, но размер элементарной ячейки и пространственная группа меняются. По аналогии с катионным обменом в болтвудите (Cs замещается K и Na) этот эксперимент показывает принципиальную возможность ионного обмена во вторичных урановых минералах, что имеет геологическое и экологическое значение для хранения токсикологически значимых радионуклидов (137Cs и 90Sr). Тем не менее, авторы признают, что не совсем ясно, могут ли эти процессы происходить также в условиях геологических хранилищ или в реальных растворах с концентрацией ионов от 100 до 1000 частиц/млн. Тем не менее экспериментального подтверждения этого предположения всё ещё нет.
Беккерелит по состоянию на 2014 год был обнаружен примерно на 90 месторождениях по всему миру. В дополнение к его типовому месторождению Шинколобве в Демократической Республике Конго минерал обнаружен ещё на Колвези в шахтах Камото Принципал и Мусоной.
В Германии беккерелит обнаружен на рудникак Клара в Баден-Вюртемберге, около Вёльзендорфа в районе Швандорф в Баварии, на урановом месторождении в Эльвейлере в Рейнланд-Пфальце и в Йохангеоргенштадте и Тирперсдорфе в Саксонии.
В Австрии этот минерал до сих пор был обнаружен только в Миттерберге, в муниципалитете Мюльбах-ам-Хохкёниг (Зальцбург), а в Швейцарии был обнаружен, в частности, в некоторых районах долины Триент и в Изерабле в кантоне Вале.
Другие месторождения — Аргентина, Австралия, Китай, Англия (Великобритания), Франция, Италия, Канада, Мадагаскар, Мексика, Новая Зеландия, Норвегия, Румыния, Россия, Южная Африка, Чешская Республика и США.

## Меры предосторожности
Из-за высокой токсичности и сильной радиоактивности образцы беккерелита должны храниться в пылезащитных и радиационно-стойких контейнерах и в специализированных помещениях. Следует предотвращать попадание в организм и избегать прямого контакта. При работе с минералом следует надевать респиратор и перчатки.